# Christoph Sattler
Christoph Romano Sattler (* 24. Dezember 1938 in München) ist ein deutscher Architekt und Mitbegründer des Architekturbüros Hilmer & Sattler.

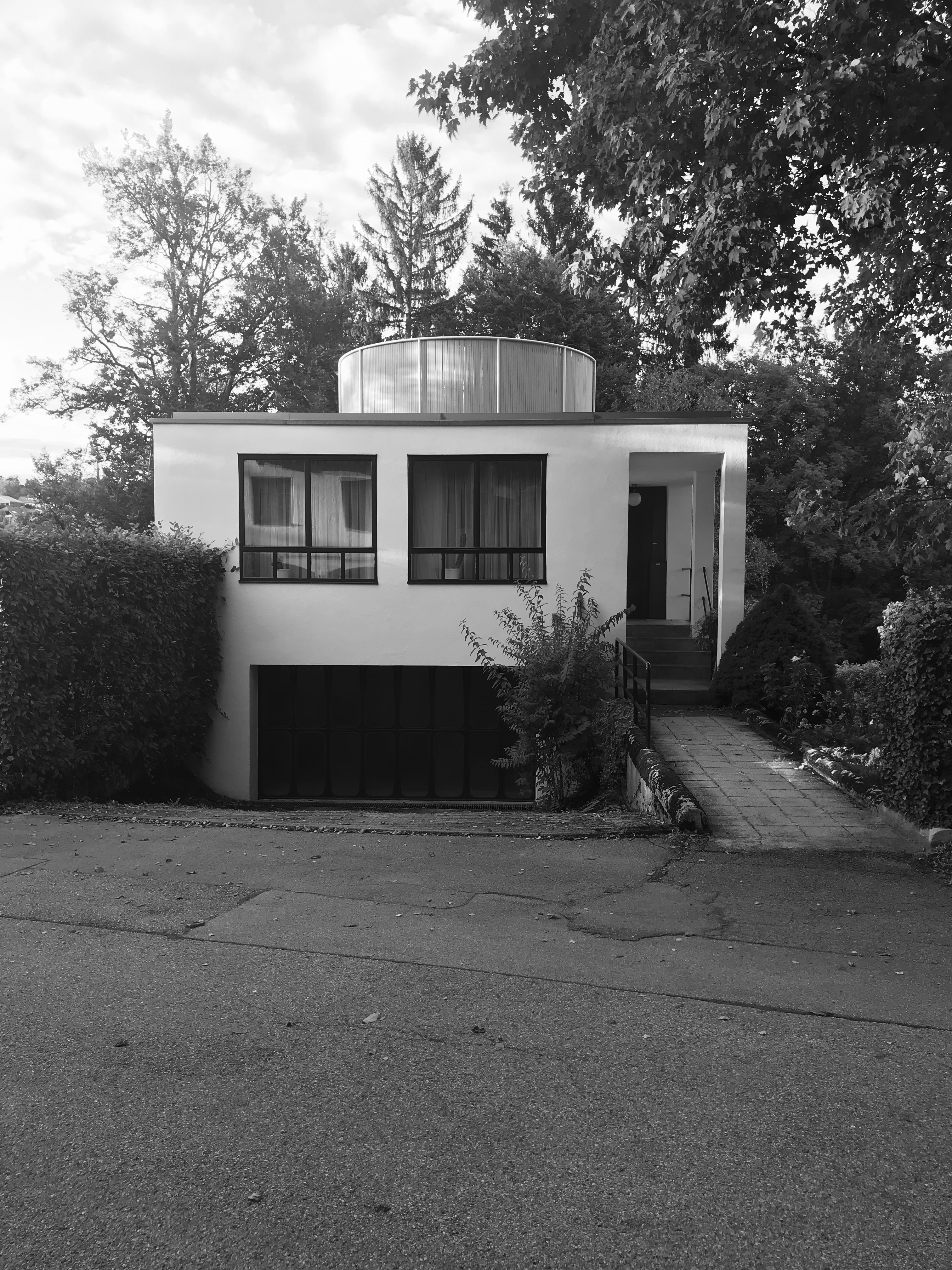
Haus Habermas, Starnberg

## Werdegang
Christoph Sattler ist Romano Guardinis Patenkind. Mit zweitem Vornamen heißt er selbst Romano. Ab 1952 besuchte er die Deutsche Schule Rom. Hier war sein Vater Dieter Sattler. Er ist Enkel von Carl Sattler und Urenkel des Bildhauers Adolf von Hildebrand.
Nach seinem Schulabschluss 1957 studierte Sattler Architektur an der TH München, u. a. bei Johannes Ludwig, Josef Wiedemann und Franz Hart. Praktische Erfahrung sammelte er bei Rudolf Schwarz und Peter C. von Seidlein. 1963 wechselte er nach Chicago ans Illinois Institute of Technology, wo er bei Myron Goldsmith und Ludwig Hilberseimer studierte und zwischenzeitlich bei Ludwig Mies van der Rohe arbeitete. Nach seinem Abschluss als Master of Science kehrte Sattler zurück nach Deutschland, wo er zunächst einige Jahre lang als Planer für die Neue Heimat tätig war. 1974 gründete er mit Heinz Hilmer das Architekturbüro Hilmer & Sattler. Sattler ist Mitglied des BDA.

## Bauten

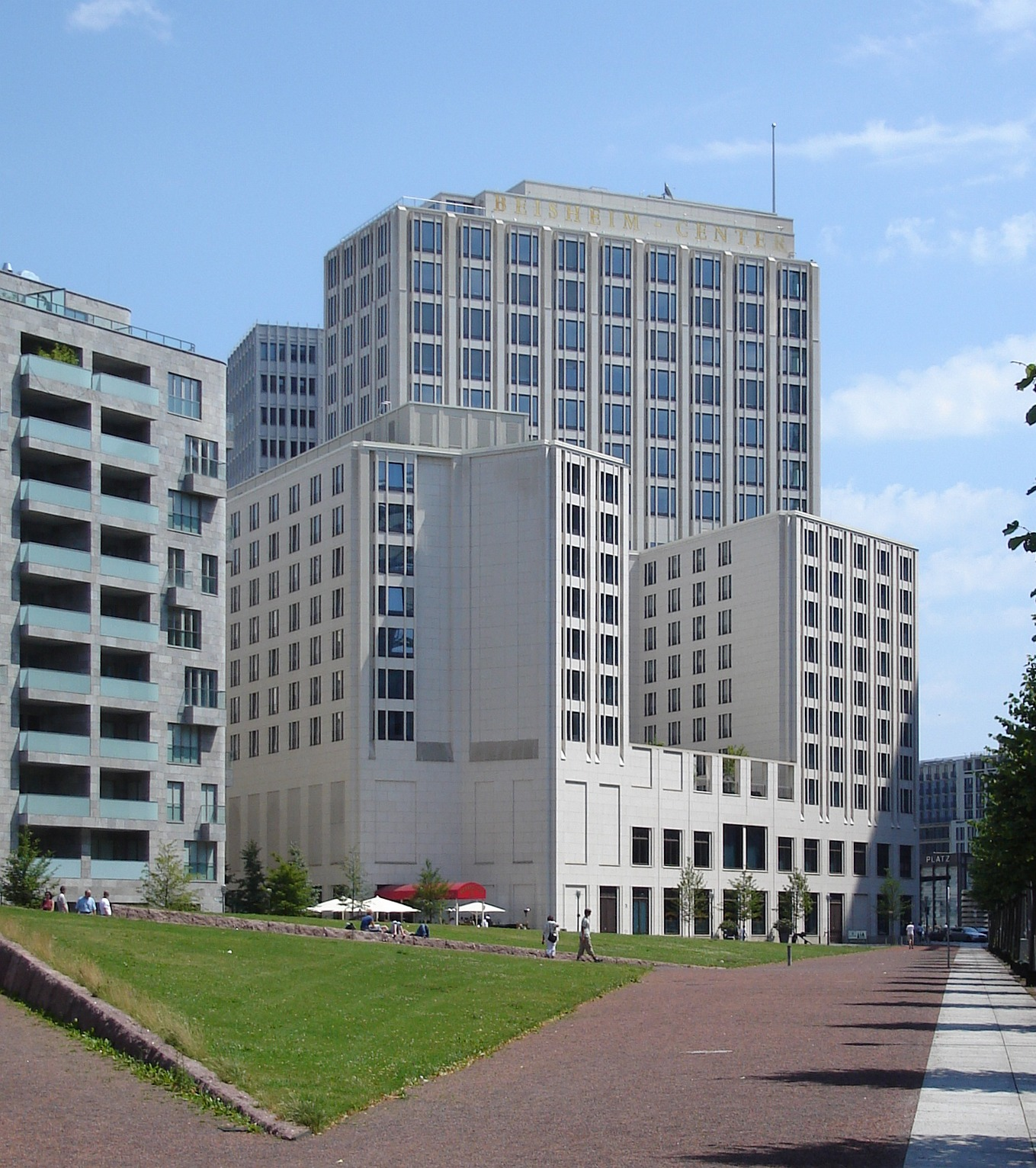
Ritz-Carlton, Beisheim-Centers

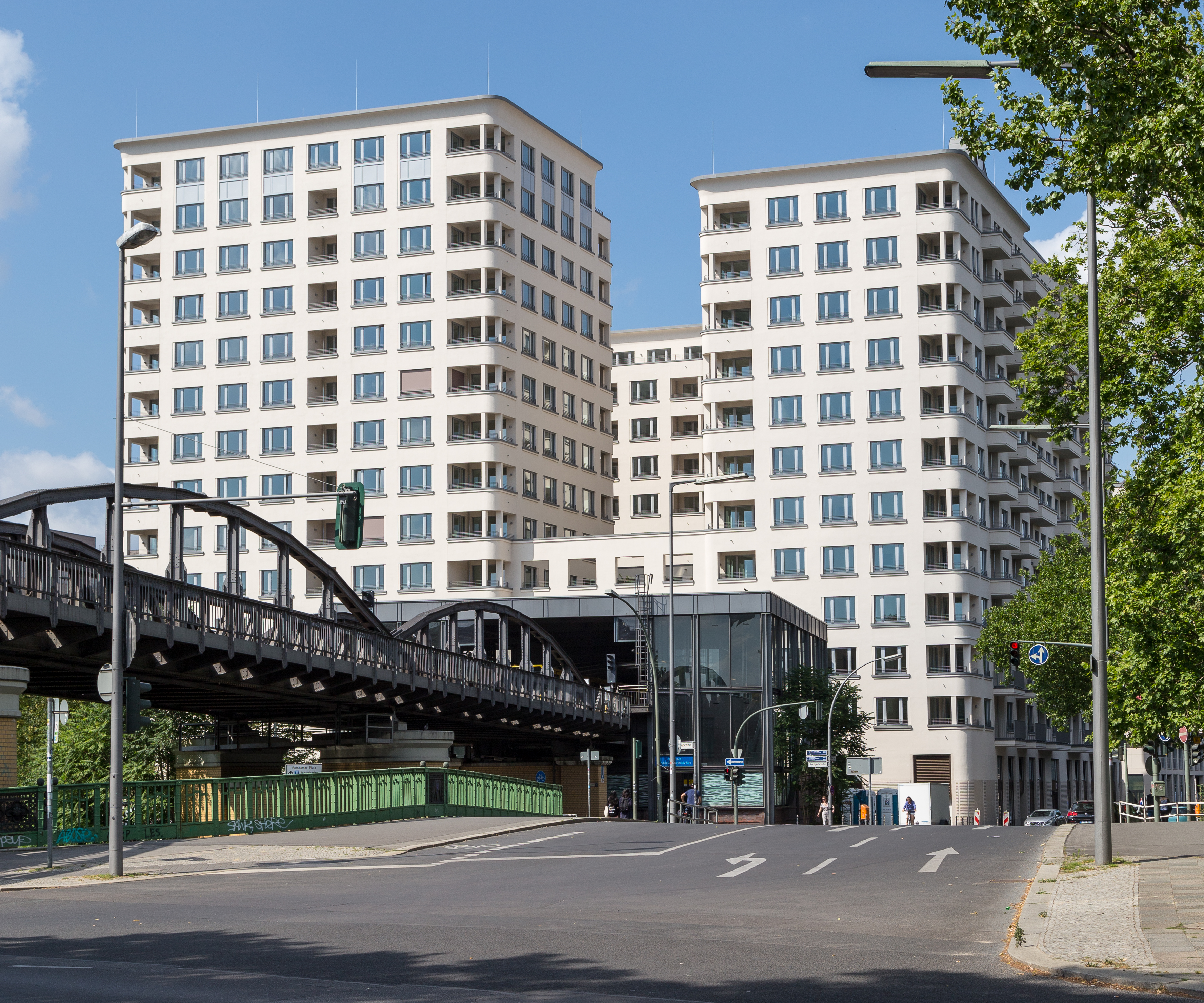
U-Bahnhof Mendelssohn-Bartholdy-Park

- seit 1969: Altstadtsanierung Karlsruhe
- 1971–1972: Haus Habermas, Starnberg
- 1981: Haus Hans Herter, München
- 1979–1982: Wohnsiedlung documenta urbana (städtebauliches Konzept und Gebäudeplanung), Kassel
- 1986: Seeparkturm, Freiburg im Breisgau
- 1988: Städtebaulicher Rahmenplan für Pforzheim
- 1990–1993: Studentenwohnheim Freiwasser, Eichstätt
- 1991: städtebauliche Gesamtplanung des Potsdamer und Leipziger Platzes
- 1993: U-Bahnhof Am Hart, München
- 1994: Kupferstichkabinett Berlin
- 1995–1997: Modernisierung des Schlosses Elmau
- 1995–2006: Bahnhof Potsdamer Platz
- 1998: U-Bahnhof Mendelssohn-Bartholdy-Park, Berlin
- 1998: Berliner Gemäldegalerie
- 1998–2000: Umbau des Martin-Gropius-Baus, Kreuzberg
- 1999–2002: Stadtbibliothek und Musikschule, Pforzheim
- 1999–2003: Zweiter Bauabschnitt der „Fünf Höfe“, München (Bauteil Salvatorstraße)
- 2000–2003: Hotel Ritz-Carlton am Potsdamer Platz, Berlin
- 2001–2003: Neues Globushaus am Gottorfer Riesenglobus im Park des Schlosses Gottorf
- 2005: Globushaus, Neuwerkgarten
- 2005–2007: The Charles Hotel, München
- 2009: Kongresszentrum des Hotel Einstein, St. Gallen
- 2009: Beisheim-Center, Berlin
- bis 2010: Masterplan für die Museumsinsel, Berlin mit Oswald Mathias Ungers und David Chipperfield
- bis 2012: Instandsetzung des Alten Museums, Berlin
- seit 2009: „Airtown“, städtebaulicher Plan für den Flughafen Berlin, Brandenburg
- 2008–2014: Nordbebauung der Zentrale des Bundesnachrichtendienstes, Berlin mit Henn Architekten
- 2017: Wiederaufbau Museum Barberini, Potsdam
- 2017–2018: MO82, München

## Auszeichnungen und Preise
- 1977: BDA Preis Bayern für Haus Habermas, Starnberg
- 1981: BDA Preis Bayern für Haus Herter, München
- 2003: Architekturpreis der Landeshauptstadt München